# Merry Christmas
Merry Christmas je páté album a čtvrté studiové americké zpěvačky Mariah Carey, které vyšlo v listopadu 1994. Toto album obsahuje pouze vánoční písně, většinou coververze. Album se stalo nejprodávanějším vánočním albem všech dob.

## Úspěchy
Merry Christmas v prvním týdnu debutovalo v americké hitparádě na třicátém místě s celkovým prodejem 45,000 kusů. Postupně album stoupalo výše až dosáhlo nejlépe na třetí místo, kdy se alba v jednom týdnu prodalo přes 500,000 kopií.

## Seznam písní
| Pořadí | Název                                                 | Délka |
| ------ | ----------------------------------------------------- | ----- |
| 1.     | Silent Night                                          | 3:41  |
| 2.     | All I Want for Christmas Is You                       | 4:01  |
| 3.     | O Holly Night                                         | 4:27  |
| 4.     | Christmas (Baby Please Come Home)                     | 2:35  |
| 5.     | Miss You Most (at Christmas Time)                     | 4:32  |
| 6.     | Joy to the World                                      | 4:20  |
| 7.     | Jesus Born on This Day                                | 3:43  |
| 8.     | Santa Claus Is Comin' to Town                         | 3:24  |
| 9.     | Hark! The Herald Angels Sing/Gloria (in Excelsis Deo) | 3:01  |
| 10.    | Jesus Oh What a Wonderful Child                       | 4:26  |
| 11.    | God Rest Ye Merry Gentlemen                           | 1:18  |

## Umístění ve světě
| Stát           | Umístění |
| -------------- | -------- |
| Japonsko       | 1        |
| Austrálie      | 2        |
| Itálie         | 2        |
| USA            | 3        |
| Švédsko        | 4        |
| Švýcarsko      | 4        |
| Rakousko       | 4        |
| Dánsko         | 6        |
| Nový Zéland    | 10       |
| Norsko         | 11       |
| Německo        | 15       |
| Maďarsko       | 15       |
| Kanada         | 21       |
| Francie        | 21       |
| Španělsko      | 26       |
| Velká Británie | 32       |
| Řecko          | 35       |

| Prodejnost | Počet      |
| ---------- | ---------- |
| Celkem     | 12 000 000 |